# The Playboy Club
The Playboy Club è una serie televisiva statunitense trasmessa dal 19 settembre 2011 sulla rete NBC.
Ambientata negli anni sessanta, la serie è incentrata sulle cameriere, meglio note come "conigliette", del primo Playboy Club di Chicago. Il debutto fu preceduto da numerose contestazioni da parte di associazioni femministe e anti-pornografiche, che invitarono a boicottarne la visione. Tali contestazioni, nate sin dalle prime fasi di produzione, non trovarono poi sostegno da parte dei critici televisivi, che le giudicarono immotivate.
I produttori la presentarono come una serie leggera e divertente, favolosa e scintillante, che non ha nulla a che vedere con l'universo della nota rivista. Il responso della critica fu moderatamente negativo. I critici concordarono nel giudicare la trama superficiale, al contrario di altre serie ambientate nello stesso periodo storico, come Mad Men, la cui storia e personaggi godono di molta più profondità; tuttavia apprezzò altri aspetti, quali la recitazione, la scenografia e le musiche. Mediocre fu anche l'accoglienza del pubblico; i bassi dati d'ascolto registrati indussero la rete a sospendere la programmazione dopo soli tre episodi trasmessi.
In Italia la serie non è ancora andata in onda.

## Trama
Sono i primi anni 1960 quando a Chicago un imprenditore, sfidando i costumi e la morale della società, crea un club esclusivo per soli uomini, il Playboy Club, dando inizio ad un impero che caratterizzerà la cultura americana. Il Playboy Club è un luogo dedicato alle fantasie più piccanti degli uomini, che ben presto diventa il ritrovo di politici, mafiosi e dei potenti della città. Protagoniste sono le cosiddette "conigliette", le speciali cameriere del club. Maureen è una di loro, che da poco inseritasi in questo ambiente, deve fare i conti con una spiacevole disavventura. Senza volerlo uccide un noto criminale, ma per sua fortuna incontra il supporto di un cliente del club, il procuratore Nick Dalton.

## Personaggi e interpreti

### Personaggi principali
- Maureen, interpretata da Amber Heard.
È una nuova "coniglietta" del Playboy Club.
- Nick Dalton, interpretato da Eddie Cibrian.
È uno dei clienti del Playboy Club, importante procuratore di Chicago.
- Brenda, interpretata da Naturi Naughton.
È una "coniglietta" afroamericana.
- Carol-Lynne, interpretata da Laura Benanti.
È una delle "conigliette" del Playboy Club, nonché fidanzata di Nick.
- Alice, interpretata da Leah Renee.
È una delle "conigliette" del Playboy Club, segretamente lesbica e sposata con un uomo gay.
- Janie, interpretata da Jenna Dewan.
È una delle "conigliette" del Playboy Club.
- Max, interpretato da Wes Ramsey.
È il fidanzato di Janie.
- Billy Rosen, interpretato da David Krumholtz.
È il manager del Playboy Club.
- Pearl, interpretata da Jenifer Lewis.
È la sarta che cura i costumi delle ragazze del Playboy Club.

### Personaggi secondari
- Sean, interpretato da Sean Maher.
È il marito gay di Alice.
- John Bianchi, interpretato da Troy Garity.
È il figlio del criminale ucciso Bruno Bianchi.
- Oscar Bianchi, interpretato da Billy Zane.
È il fratello di Bruno Bianchi, che sfida il nipote John per ereditare la guida dell'organizzazione criminale.
- Jimmy Wallace, interpretato da Joel Gretsch.
È il pubblico ministero di Chicago, sfidante di Dalton nella corsa alla ri-elezione.
- Frances Dunhill, interpretata da Cassidy Freeman.
È una donna che instaura una relazione di facciata con Nick Dalton.

## Episodi
| Stagione       | Episodi         | Prima TV USA | Prima TV Italia |
| -------------- | --------------- | ------------ | --------------- |
| Prima stagione | 5 (3 trasmessi) | 2011         | inedita         |

## Produzione

### Concezione

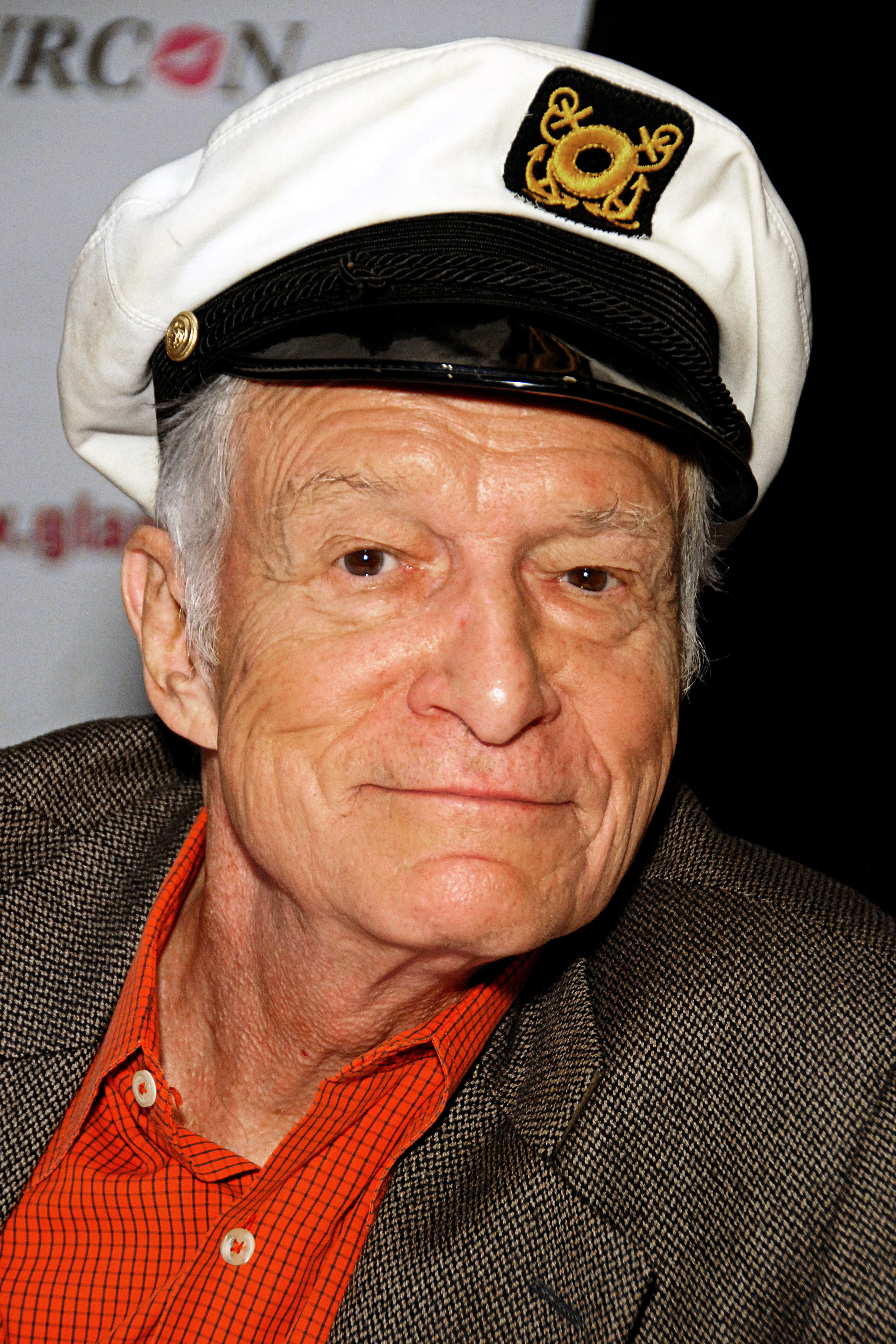
Hugh Hefner

Dopo prime anticipazioni rese note nel dicembre 2010, il 5 gennaio 2011 la NBC confermò di aver ordinato un episodio pilota ambientato negli anni sessanta e incentrato su un gruppo di donne che lavorano come "conigliette" in un Playboy Club. La sceneggiatura era stata scritta da Chad Hodge, anche produttore della serie, in quel momento nota con il titolo di lavorazione Playboy. Tale progetto era già stato concepito una prima volta nel 2009 con il titolo provvisorio Bunny Tales. La produzione venne affidata alla 20th Century Fox Television e alla Imagine Television; tra i produttori esecutivi figura anche il premio Oscar Brian Grazer, pluri-premiato agli Emmy grazie a diversi programmi televisivi di successo tra cui 24 e Arrested Development - Ti presento i miei. Regista del pilot fu Alan Taylor, che aveva già diretto il primo episodio di Mad Men, serie ambientata nello stesso periodo storico.
A Hugh Hefner, fondatore dell'impero di Playboy, fu data la possibilità di partecipare al processo creativo della serie, anche se decise di non sfruttarla. L'ideatore e produttore Chad Hodge spiegò che comunque Hefner rimaneva vicino alla serie e lo definì molto felice del lavoro che stavano facendo. Inoltre, Hugh Hefner è la voce narrante all'inizio e alla fine dell'episodio pilota ed inizialmente doveva esserlo anche per gli episodi successivi, prima che gli autori decidessero di eliminare completamente la voce narrante a partire dal secondo episodio. Il personaggio di Hugh Hefner da giovane è presente in più di un episodio, ma solo con un ruolo da comparsa.
(Chad Hodge, creatore della serie)
Presentando la serie ai media, Chad Hodge spiegò di non aver ideato una serie ideologicamente ambiziosa o una sorta di documentario sulle condizioni sociali dell'epoca, ma di aver voluto produrre una sorta di soap opera leggera, con uno stile favoloso e scintillante, con l'obiettivo di divertire il pubblico. Hodge affermò anche di aver scritto una sceneggiatura basata sul rafforzamento del ruolo della donna, su chi le protagoniste possono diventare e su come usano la loro posizione per ottenere ciò che desiderano. Tale asserzione generò indignazione in parte del mondo femminista, che contestò l'accostamento dell'empowerment della donna con le "conigliette" dei Playboy Club. Inoltre, i produttori dovettero rispondere anche alle accuse mosse dal Parents Television Council e da alcune associazioni contro la pornografia, spiegando che si tratta di una serie più divertente che sensuale e che le protagoniste sono presentate come ragazze intelligenti, forti, che aspirano ad avere successo nella vita. Il produttore esecutivo Ian Biederman, in particolare, spiegò che si tratta di una serie leggera dal punto di vista dei contenuti, caratterizzata da tanto divertimento, ricca di musiche e vitalità. Per quanto riguarda il paragone fatto da alcuni critici con la serie dell'AMC Mad Men, Biederman dichiarò che l'unico punto in comune tra le due serie è il periodo storico in cui sono ambientate, mentre per il resto sono molto diverse, stilisticamente differenti, con The Playboy Club che gode di molta più vivacità. Inoltre, uno degli elementi che più differenzia la serie fu individuato nelle musiche; nella serie era stato programmato di ricostruite molte esibizioni musicali degli artisti dell'epoca, tra cui Sammy Davis Jr., Ray Charles, Sam Cooke e Frank Sinatra.
Hugh Hefner fondò il primo Playboy Club il 29 febbraio 1960 a Chicago, poco più di sei anni dopo il lancio della celebre rivista. Caratteristica del club erano i particolari costumi indossati dalle cameriere che vi lavoravano, ideati dalla fidanzata di Victor Lownes, braccio destro di Hefner: si trattava di costumi da bagno a pezzo unico adattati in modo da richiamare il logo della rivista; per questa ragione il soprannome di tali cameriere divenne quindi "conigliette", che avevano la funzione di stuzzicare le fantasie dei clienti, verso i quali era però vietato concedere qualsiasi tipo di confidenza. Accettare un appuntamento o scambiare numeri telefonici portava all'immediato licenziamento. All'interno del club i clienti, ai quali veniva data una chiave simbolica, potevano accedere a quattro aree: una zona bar, un soggiorno con buffet, e due sale che ospitavano ogni sera tre spettacoli a testa. Il Playboy Club di Chicago ebbe un immediato successo, superando quota 50.000 iscritti durante il suo primo anno di attività, e ben presto divenne quindi il primo di una catena di esclusivi club, comprensivi di hotel e casinò, che si diffuse lungo tutti gli Stati Uniti. Nel 1966 fu aperto il primo club oltre-oceano: il Playboy Club di Londra, che nel 1981 fu riconosciuto come il casinò più proficuo del mondo. Tuttavia, nel corso degli anni '80 la catena dei Playboy Club, che era arrivata a raggiungere oltre 40 unità e 2,5 milioni di clienti, visse il suo declino. Il Playboy Club di Londra fu costretto a chiudere a causa di un'inchiesta legata al gioco d'azzardo. Stessa sorte toccò ad altri club negli USA, mentre altri chiusero per problemi finanziari. Nel 1988 chiuse l'ultimo Playboy Club attivo negli Stati Uniti; tre anni dopo anche tutti i rimanenti club all'estero erano chiusi. Molte erano state le celebrità ad esibirsi nei club, tra cui: Steve Allen, Ann Margaret, la Count Basie Orchestra, Milton Berle, Sid Caesar, George Carlin, Ray Charles, Bill Cosby, Dizzy Gillespie, Bob Hope, Peggy Lee, Steve Martin, Bette Midler, Ginger Rogers, gli Smothers Brothers, Mel Torme e Muddy Waters. Per quanto riguarda le cameriere, molte "conigliette" divennero attrici di successo, tra cui: Lauren Hutton, Julie Cobb, Lynne Moody, Susan Sullivan, Jackie Zeman, Maria Richwine e Barbara Bosson.
Il 2006 fu l'anno del rilancio: a Las Vegas riapriva un Playboy Club, con i costumi delle cameriere aggiornati dallo stilista Roberto Cavalli. Negli anni successivi furono aperti nuovi club in diverse città, tra cui Hong Kong, Cancun e Macau. Nel 2011 un Playboy Club fu riaperto anche a Londra.

### Cast

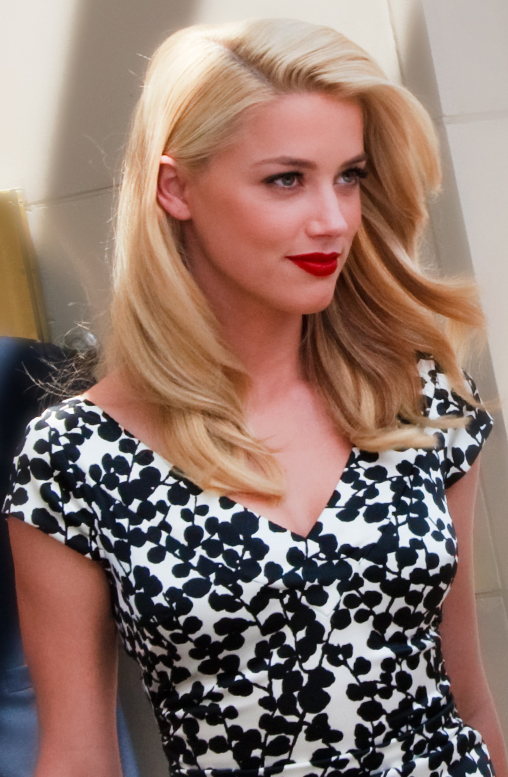
Amber Heard, interprete della protagonista Maureen

Il 4 febbraio 2011 Amber Heard e Naturi Naughton furono le prime attrici ad essere ingaggiate, rispettivamente per il ruolo della neo-"coniglietta" Maureen e della sua compagna di stanza Brenda, "coniglietta" afroamericana. Amber Heard fu una delle attrici che rispose con più forza alle contestazioni che precedettero il debutto della serie, spiegando di non prestare loro troppa attenzione in quanto mosse da soggetti che criticano solo la parola Playboy in quanto tale, che non hanno visto la serie e non hanno idea su cosa è incentrata. La Heard spiegò che i costumi usati nella serie coprono molto di più della quasi totalità di ciò che indossano le modelle su qualsiasi rivista o dei moderni costumi da bagno. In ogni caso, difese le scelte compiute dalle donne che lavorarono nei Playboy Club, spiegando che si trattava di donne intelligenti, autosufficienti e indipendenti, che cercarono di costruirsi un futuro facendo delle scelte in un tempo in cui le opportunità e le aspettative delle donne erano molto diverse da quelle attuali. Inoltre, definì sciovinista negare a una donna la sua sensualità. Anche Naturi Naughton ebbe occasione di difendere il carattere delle protagoniste, spiegando come si tratta di ragazze intelligenti, che studiano e acquistano immobili. L'attrice, inoltre, parlando del Playboy Club, lo paragonò ad una sorta di Disney World per adulti.
A metà febbraio si unirono al cast anche Laura Benanti, Jenna Dewan e Leah Renee, per interpretare le "conigliette" Carol-Lynne, Janie e Alice. Secondo Jenna Dewan, le protagoniste godono della libertà di fare ciò che vogliono, di compiere le scelte che desiderano e tal senso di libertà è trasmesso allo spettatore. Il 25 febbraio fu ingaggiato David Krumholtz, per interpretare il manager del Playboy Club; tre giorni dopo fu reso noto l'ingaggio di Wes Ramsey, per il ruolo di un barman; il 3 marzo si unì al cast Jeff Hephner, per il ruolo di un cliente del club, Nick Dalton; una settimana dopo toccò a Sean Maher, per il ruolo del marito di Alice, Sean. L'11 marzo, per il ruolo del protagonista Nick Dalton, i produttori decisero di rimpiazzare Jeff Hephner con Eddie Cibrian. Cibrian raccontò di essersi preparato per il ruolo che doveva interpretare osservando vecchie fotografie e leggendo alcuni libri sugli anni '60 e la rivoluzione sociale che ha caratterizzato quell'epoca, un tempo in cui mafiosi, politici e uomini dello spettacolo sedevano fianco a fianco.
Dopo che i produttori ottennero il via libera alla produzione di una prima stagione, durante l'estate 2011, altri attori furono ingaggiati per interpretare personaggi ricorrenti. Il 1º agosto fu annunciato l'ingresso nel cast di Jenifer Lewis, per il ruolo di Pearl, la sarta del Playboy Club. Il giorno dopo Troy Garity si unì al cast per interpretare John Bianchi, figlio del criminale Bruno Bianchi, che appare a partire dal secondo episodio, mentre il 15 agosto Cassidy Freeman fu ingaggiata per interpretare Frances Dunhill, una donna che instaura una relazione di facciata con Nick Dalton e che appare a partire dal terzo episodio. Il 19 agosto, inoltre, fu annunciato anche l'ingaggio di Joel Gretsch, per il ruolo di pubblico ministero in carica e sfidante di Dalton nella corsa alla rielezione. Nel mese di settembre, venne reso noto anche l'ingaggio di Billy Zane, che doveva interpretare Oscar Bianchi, fratello di Bruno Bianchi, dal sesto episodio.
I contratti di alcuni membri del cast includono l'assenso a girare scene di nudo, eventualmente destinate ad essere tagliate durante la trasmissione televisiva statunitense, ma che potrebbero essere incluse nelle edizioni internazionali e home video. Tuttavia gli addetti ai lavori, durante le riprese del pilot, fecero sapere che scene di nudo non erano ancora in programma né per il primo episodio né per i successivi. Successivamente anche l'ideatore e produttore Chad Hodge confermò che girare scene di nudo non rientrava nei piani di sviluppo della serie.

#### Guest star

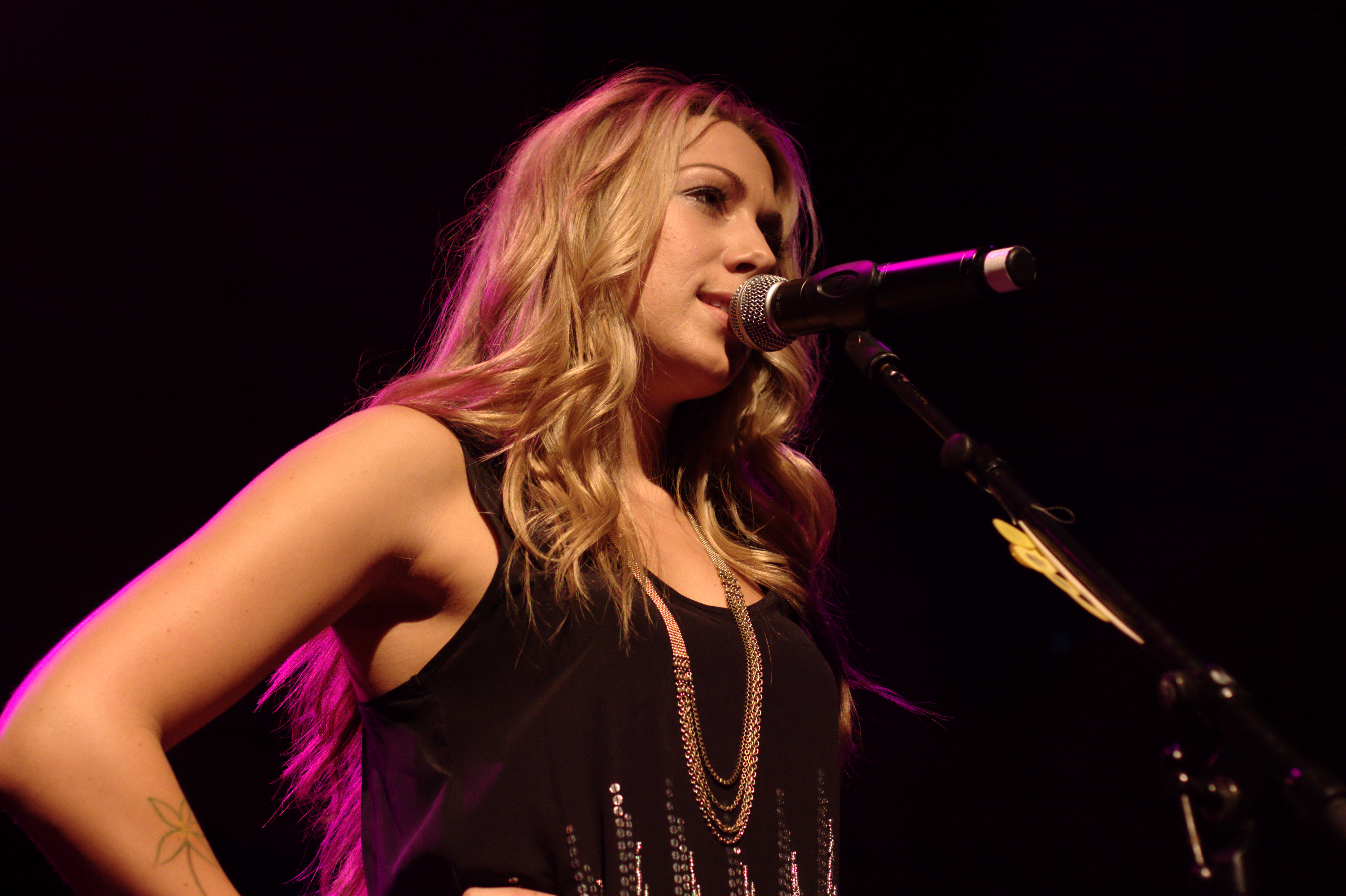
La cantautrice Colbie Caillat

In The Playboy Club compaiono una serie di guest star che interpretano artisti degli anni sessanta. Tra queste, la cantautrice Colbie Caillat interpretò Lesley Gore, eseguendo il suo celebre brano It's My Party. Tra gli altri artisti che dovevano comparire nella serie, ingaggiati prima dell'annuncio della cancellazione, vi erano il cantautore Raphael Saadiq, che doveva interpretare Sam Cooke, eseguendo il suo brano Having a Party; e Javier Colon, che doveva impersonare Ray Charles, eseguendo il brano Let the Good Times Roll.

### Costumi
I costumi della serie furono concepiti da Isis Mussenden, che in precedenza aveva già lavorato per la saga cinematografica tratta dalla serie di romanzi Le cronache di Narnia e vari altri film. Il suo compito non fu solo ricreare gli abiti dell'inizio degli anni sessanta, ma anche rivatilizzare quell'ambiente, concentrandosi sugli aspetti stilisticamente più accattivanti. Commentando la serie, Isis la definì un po' come un incrocio tra Mad Men e Sex and the City, giudicando molto affascinante il mondo delle "conigliette" in quanto sono ragazze che sognano di diventare dottori, avvocati o celebrità del mondo dello spettacolo. Poiché le regole del Playboy Club vietavano di personalizzare gli abiti o di indossare gioielli di qualsiasi tipo, Isis Mussenden per differenziare i personaggi dovette ricorrere ai colori, vestendo le ragazze usando diverse tonalità che evocano differenti emozioni, seguendo quanto richiesto dal copione; la Mussenden vestì le "conigliette" dalla testa ai piedi, disegnando anche code, colletti e polsini, cercando di creare costumi sexy e innovativi e lavorando in forte sinergia con gli altri settori della produzione.
Sul set le attrici trovarono i costumi poco confortevoli, stretti e opprimenti, ma nel complesso li apprezzarono. Amber Heard in particolare spiegò come basti indossarli per pochi secondi per sentirsi parte dello spettacolo ed immergersi negli anni sessanta.

### Scenografia
La scenografia fu curata da Scott P. Murphy, che presentò il Playboy Club come un luogo in cui gli uomini fuggivano dalla realtà, dando vita alle proprie fantasie. Murphy spiegò che gli arredatori curarono ogni singolo dettaglio per ricostruire al meglio l'ambiente degli anni sessanta, aiutandosi con filmati e foto di quello che era stato il vero Playboy Club di Chicago, oggi demolito, dichiarandosi soddisfatto del risultato ottenuto. Anche il cast apprezzò la scenografia; l'attore Eddie Cibrian in particolare si disse impressionato della cura dei dettagli con cui era stato arredato il set.
Una delle principali sfide che Scott Murphy dovette affrontare fu quella di trovare il luogo adatto in cui ricostruire il Playboy Club, non essendo possibile utilizzare l'originale. Dopo varie ricerche, si decise di utilizzare l'aeroporto di Meigs Field, costruito negli anni quaranta e oggi dismesso, situato sulla penisola artificiale Northerly Island, nella parte di Chicago che si affaccia sul lago Michigan. Il Meigs Field ha molte caratteristiche in comune con l'originale Playboy Club, è infatti anch'esso sviluppato su più livelli, collegati e visivamente esposti l'un l'altro. L'ingresso del club venne ricostruito basandosi sulle fotografie originali, cercando di ritrasmettere lo stesso senso di attesa ed eccitamento che suscitava l'originale, preannunciando il mondo osé che si trovava all'interno a coloro che si apprestavano ad entrare. Fu prestata molta attenzione, inoltre, nel ricostruire lo skyline dell'epoca, visibile dall'appartamento del personaggio di Nick Dalton, inserito negli episodi con la tecnica del chroma key, ricoprendo le finestre con un telone verde durante le riprese, per poi inserire il panorama con la grafica computerizzata durante la fase di montaggio.

### Fotografia
La fotografia venne affidata a Kramer Morgenthau, che spiegò come, oltre ad analizzare gli archivi storici di Playboy, furono studiati diversi film per trovare l'approccio ideale da utilizzare per The Playboy Club. In particolare, furono presi ad esempio La dolce vita, per il modo sensuale con cui veniva presentato lo stile di vita dell'alta società, e Quei bravi ragazzi, per il modo pratico ed esplorativo con cui erano state girate le scene all'interno di un night club.
Sul set vennero utilizzate macchine da presa Arri Alexa, di cui sia Morgenthau che il tecnico d'immagine digitale (DIT) Tom Zimmerman si dichiararono molto soddisfatti, specialmente per la risoluzione e la resa dei colori. Zimmerman spiegò inoltre che tali macchine catturano tutte le informazioni sui colori, consentendo ai coloristi digitali di intervenire settando al meglio i livelli di nero, saturazione e luminosità delle immagini. Per quanto riguarda gli obiettivi, furono usate lenti Cooke S4. Per gli episodi successivi al primo, figura come direttore della fotografia anche Joe Gallagher.

### Riprese
Le riprese dell'episodio pilota si svolsero a Chicago tra i mesi di marzo e aprile 2011. Tuttavia nel corso dell'estate quasi un terzo dell'episodio pilota venne rigirato per rispondere alle esigenze della rete, che chiese ai produttori un episodio pilota con più azione e con una trama più veloce. A Chicago è girato anche il resto della serie, dove vengono utilizzati anche i Cinespace Chicago Film Studios.

### Programmazione
Dopo aver visionato l'episodio pilota, il 12 maggio 2011 la NBC annunciò la produzione di una prima stagione completa con un ordine iniziale di 13 episodi, che ha fatto il suo debutto nei palinsesti statunitensi il 19 settembre 2011. A causa dei bassi ascolti il 4 ottobre 2011, dopo la messa in onda del terzo episodio, la rete annunciò di aver sospeso la programmazione; notizia arrivata mentre era in corso la produzione del sesto episodio.

## Colonna sonora
Le musiche originali delle serie sono composte dal team di produzione di Los Angeles The Transcenders, mentre le esecuzioni dei membri del cast artistico furono guidate dal cantautore e produttore discografico Richard Marx. I produttori decisero di distribuire settimanalmente sulla piattaforma iTunes le esecuzioni di ogni episodio che ricostruivano i pezzi degli artisti dell'epoca.

## Accoglienza

### Contestazioni pre-debutto

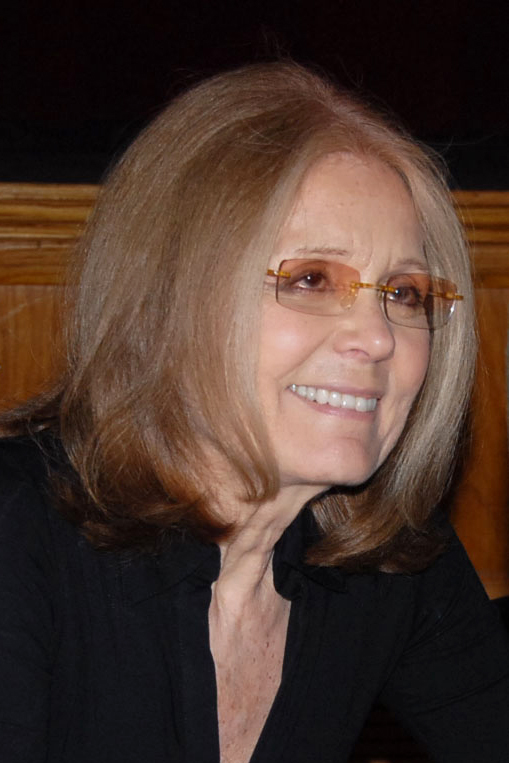
La femminista
Gloria Steinem

The Playboy Club durante l'estate precedente il suo debutto fu oggetto di numerose contestazioni. Negli Stati Uniti il Parents Television Council si schierò contro la serie sin dalle prime fasi di produzione. Già nell'aprile 2011, infatti, criticò l'NBC per aver ordinato un pilot con la parola «Playboy» nel titolo. Dopo la conferma della messa in palinsesto per la stagione 2011-2012 l'associazione, senza aver visionato il pilot, continuò l'azione denigratoria nei confronti della serie, arrivando a scrivere ad ognuna delle circa 200 emittenti affiliate con la NBC, chiedendo loro di bloccarne la trasmissione. Nel frattempo, il 13 giugno 2011 l'affiliata di Salt Lake City KSL-TV, controllata indirettamente dalla Chiesa mormone, aveva annunciato di non aver intenzione di mandarla in onda, spiegando che una serie incentrata sull'universo Playboy contrasta con il suo marchio e il suo modello di programmazione. Per ovviare alla mancata trasmissione della KSL-TV, che per le stesse ragioni non trasmette neanche il Saturday Night Live, la NBC si accordò con un'altra emittente che ha sede nella stessa città, la KMYU, rete affiliata della MyNetworkTV.
Anche altre associazioni, principalmente attiviste contro la pornografia, si mobilitarono contro la messa in onda della serie. Tra queste, la Morality in Media promosse una petizione on-line per invitare gli spettatori a non guardarla e gli inserzionisti a boicottare gli spazi pubblicitari, sperando così di convincere la NBC a bloccarne la realizzazione. Un invito a boicottare la serie arrivò anche da Gloria Steinem, veterana dell'attivismo femminista americano, che nel 1963 aveva denunciato le pesanti condizioni di lavoro a cui erano sottoposte le "conigliette" al Playboy Club di New York. In particolare, parte del mondo femminista contestò duramente il modo in cui i produttori presentarono la serie, associando le protagoniste all'empowerment femminile.
Sia i produttori che i membri del cast respinsero le critiche. L'ideatore e produttore esecutivo Chad Hodge, in particolare, spiegò che The Playboy Club è una serie leggera se comparata ad un qualsiasi altro programma televisivo. Altri produttori provarono ad allontanare l'accostamento negativo con la nota rivista, precisando che protagoniste sono le cameriere del Playboy Club e non le modelle nude di Playboy Magazine, mentre le attrici cercarono di mettere in risalto il carattere delle protagoniste.

### Ascolti
Complice la forte controprogrammazione delle altre emittenti, negli Stati Uniti l'episodio pilota registrò ascolti mediocri, raccogliendo 5,02 milioni di telespettatori, pari al 5% di share; con una percentuale di rating/share 1,6/4 nella fascia di riferimento 18-49 anni. Tali già non soddisfacenti ascolti scesero negli episodi immediatamente successivi; il terzo registrò circa 3,47 milioni di telespettatori, con una percentuale di rating/share 1,2/3 nella fascia 18-49 anni portando la rete a sospenderne la massa in onda.

### Critica
(Lori Rackl, Chicago Sun-Times)
Il Chicago Tribune paragonò la serie ad uno dei cosiddetti romanzi d'aeroporto, ovvero quei romanzi caratterizzati da una trama lunga ma veloce e superficiale pensati per intrattenere i passeggeri nelle sale d'attesa, interrogandosi sul perché Chad Hodge si sia limitato a realizzare una "soap opera serale", come da lui stesso dichiarato, e non abbia inseguito un obiettivo più grande. Il quotidiano statunitense descrisse il personaggio di Nick Dalton come una versione light di Don Draper, della serie televisiva Mad Men, e definì i personaggi femminili i più interessanti, apprezzando le interpretazioni di Amber Heard e Laura Benanti. Anche E! Online apprezzò particolarmente l'interpretazione delle due attrici, mentre Us Weekly, che assegnò alla serie tre stelle e mezzo su quattro, definì l'interpretazione di Eddie Cibrian una mini-rivelazione.
Secondo il Wall Street Journal, con The Playboy Club i programmi televisivi incentrati sugli anni sessanta continuano a funzionare; quest'ultimo non raggiunge la qualità di Mad Men, ma risulta evidente che è stato pensato per attrarre un pubblico più giovane. Il San Francisco Chronicle, invece, bocciò nettamente la serie, puntando il dito contro la sceneggiatura, giudicata troppo superficiale, banale e prevedibile. Il quotidiano californiano, inoltre, contestò le critiche che erano state mosse dalle associazioni femministe e dal Parents Television Council, giudicandole completamente immotivate e fuori luogo. Una bocciatura arrivò anche dal Los Angeles Times, che accusò Chad Hodge di non avere il coraggio delle proprie idee; mentre USA Today la inserì tra i dieci nuovi programmi più promettenti dell'autunno televisivo, spiegando come l'episodio pilota offra un'ora di "piacere per gli occhi". Secondo Variety la serie esercita una sorta di seduzione concettuale, cercando di sembrare più provocativa, rischiosa e "da rete via cavo" di quello che è. Per la rivista newyorkese la serie sembra essere basata su un pubblico più femminile che maschile e, grazie al buon cast, le buone musiche e qualche piacevole colpo di scena, l'episodio pilota riesce a raggiungere l'obiettivo di attirare gli spettatori verso gli episodi successivi. Anche il New York Times mise in luce come la serie può suscitare molto più interesse in un pubblico femminile che maschile, evidenziando il rischio che quest'ultimo potrebbe crearsi false illusioni dal titolo e rimanere perciò deluso. Il Chicago Sun-Times assegnò a The Playboy Club due stelle e mezzo su quattro, spiegando come non si tratta di una serie dalla trama raffinata, con svolte innovative e personaggi complessi, ma di un'attraente dramma melodrammatico soffice e leggero come le code delle "conigliette" del club; di conseguenza la principale attrazione, proprio come la nota rivista di Hefner, è costituita dal suo aspetto e non dalle storie che racconta. Il quotidiano la descrisse come una "soap opera per la prima serata" piacevole da guardare, apprezzando l'accattivante scenografia e l'ottimo cast. Inoltre, definì una mossa geniale la scelta di ingaggiare moderni musicisti per interpretare artisti dell'epoca. Complessivamente la serie raccolse valutazioni miste, registrando sull'aggregatore di recensioni Metacritic un punteggio di 45 punti su 100.

## Promozione

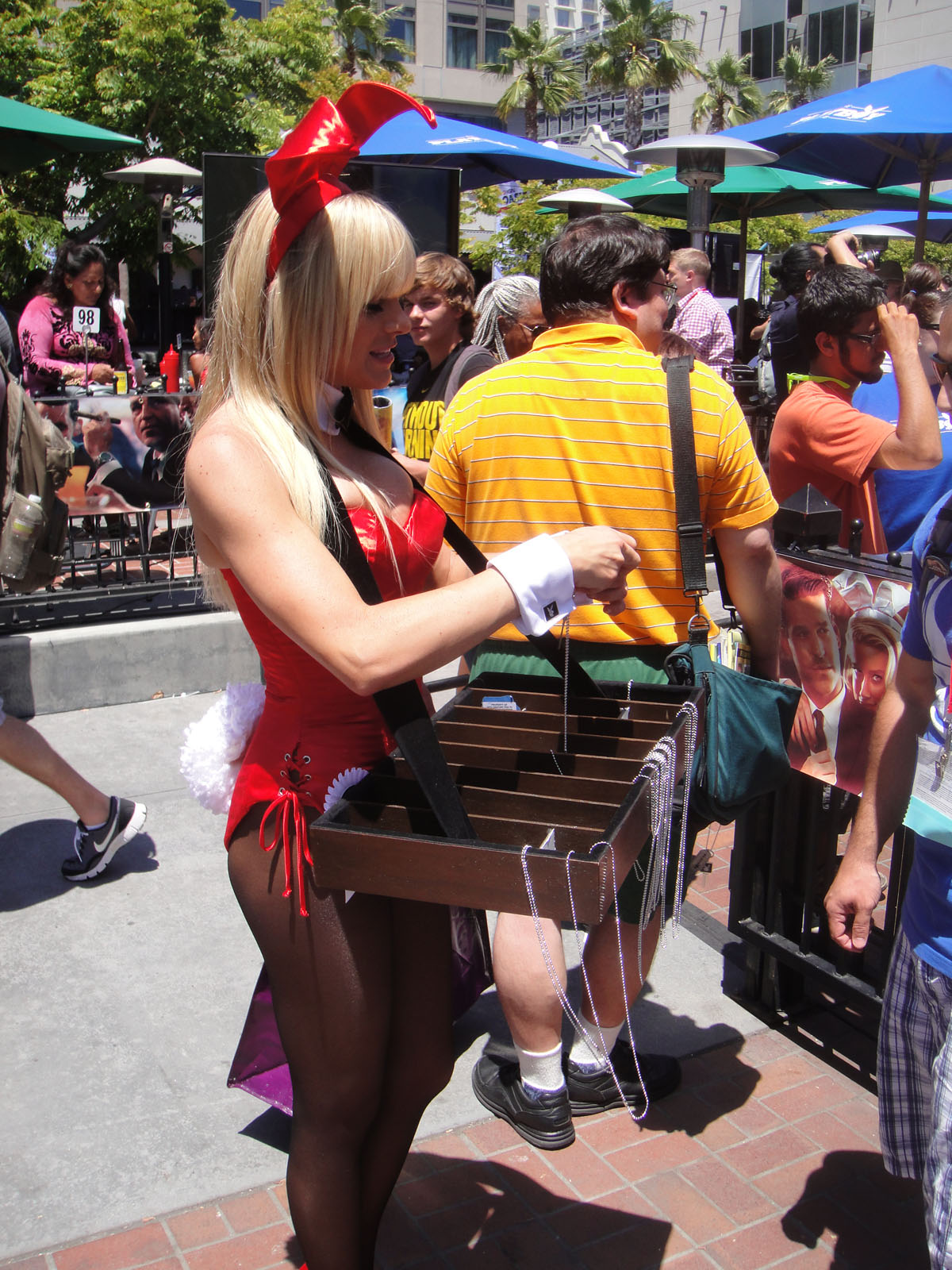
Una modella di Playboy accoglie
i visitatori al Comic-Con 2011

I primi trailer furono distribuiti a partire dal 15 maggio 2011, data in cui la rete presentò i palinsesti autunnali ai media, mostrando contestualmente i trailer delle nuove serie in programma. Nel mese di agosto vennero diffusi i primi due poster promozionali. Il primo raffigura le "conigliette" Maureen, Brenda, Carol-Lynne, Alice e Janie con il personaggio di Nick Dalton sullo sfondo, accompagnato dallo slogan «Don't Let the Fluffy Tails Fool You», ossia un invito a non lasciarsi ingannare dalle soffici code, in riferimento ai costumi delle cameriere del club. Il secondo invece raffigura il personaggio di Amber, interpretata da Amber Heard, abbracciata a Nick Dalton, interpretato da Eddie Cibrian, mentre tiene in mano la chiave del club. Lo slogan in questo caso è un semplice messaggio di benvenuto, «Welcome to the Club».
Durante l'estate precedente il debutto televisivo, la NBC organizzò uno stand per promuovere la serie al Comic-Con di San Diego. Ai visitatori, oltre che ad assistere alla conferenza di produttori e parte del cast, fu consentito di posare accanto a delle reali playmate, mentre Patrice Hollis, "playmate del mese" nel numero di settembre 2007 di Playboy Magazine, spiegò ai fan come essere una "coniglietta" nel modo più elegante possibile. Uno stand dedicato alla serie fu presente anche al TCA Summer Press Tour, dove i dirigenti della NBC la presentarono come una sorta di divertente soap con elementi crime. I produttori inoltre, rispondendo alle critiche mosse dalle associazioni anti-pornografia, in quell'occasione definirono la serie più divertente che piccante.
Nel mese di agosto 2011 la NBC organizzò una competizione on-line sul social network Facebook, destinata ai telespettatori maggiorenni residenti negli Stati Uniti, mettendo in palio un viaggio presso il Playboy Club di Londra. Durante le prime settimane del mese successivo fu anche messa in atto un partenariato con la catena di negozi Bloomingdale's, realizzata per promuovere le nuove serie autunnali della rete. Ai clienti di Bloomingdale's fu data la possibilità di ottenere diversi premi, tra cui una speciale carta regalo da 5000 dollari, un viaggio presso i set televisivi della NBC di Los Angeles e una piccola parte da comparsa in uno degli episodi di The Playboy Club.
Playboy Magazine, per celebrare il debutto di The Playboy Club, dedicò alla serie il numero di ottobre 2011, pubblicato il 16 settembre 2011. Si tratta di un'edizione speciale che rievoca i primi anni sessanta ed eccezionalmente venduta allo stesso prezzo del 1961, anno in cui è ambientata la serie, ovvero 60 centesimi di dollaro invece dei 6,99 dollari abituali. In copertina, ispirata a quella del numero di aprile 1963, è presente l'attrice Laura Benanti vestita con lo stesso costume da coniglietta usato sul set della serie. All'interno è presente un'intervista alla stessa attrice, accompagnata da altre sue foto in posa, mentre molto spazio è dedicato all'originale Playboy Club di Chicago e alle sue "conigliette", con numerose foto d'epoca.

## Trasmissione internazionale
In Canada l'emittente Citytv mandò in onda la serie a partire dal 19 settembre 2011, in contemporanea con la NBC.